# Microrregión de Salgueiro
La microrregión de Salgueiro es una microrregión de la mesorregión del Sertón Pernambucano. Se localiza en la región central del estado y posee un área de 8.834 km². Formada por 7 municipios, tiene un clima semiárido y vegetación de xerófilas.

## Municipios
- Cedro
- Mirandiba
- Parnamirim
- Salgueiro
- São José do Belmonte
- Serrita
- Verdejante